# Новостроєніє (Остер)
Новостроєніє — колишнє село в Чернігівській області.

## Короткі відомості
Дата виникнення невідома.
В часі радянських репресій голодом протягом 1932—1933 років померло не менше 2 людей.
Станом на 1950-ті роки входило до складу Бірківської сільради. 1961 року включене до складу Остра.
Станом на 2019 рік — мікрорайон Остра. Поруч знаходиться урочише «Пселів острів».